# Calyptranthes rufotomentosa
Calyptranthes rufotomentosa är en myrtenväxtart som beskrevs av Mcvaugh. Calyptranthes rufotomentosa ingår i släktet Calyptranthes och familjen myrtenväxter. Inga underarter finns listade i Catalogue of Life.